# Chubby Bunny

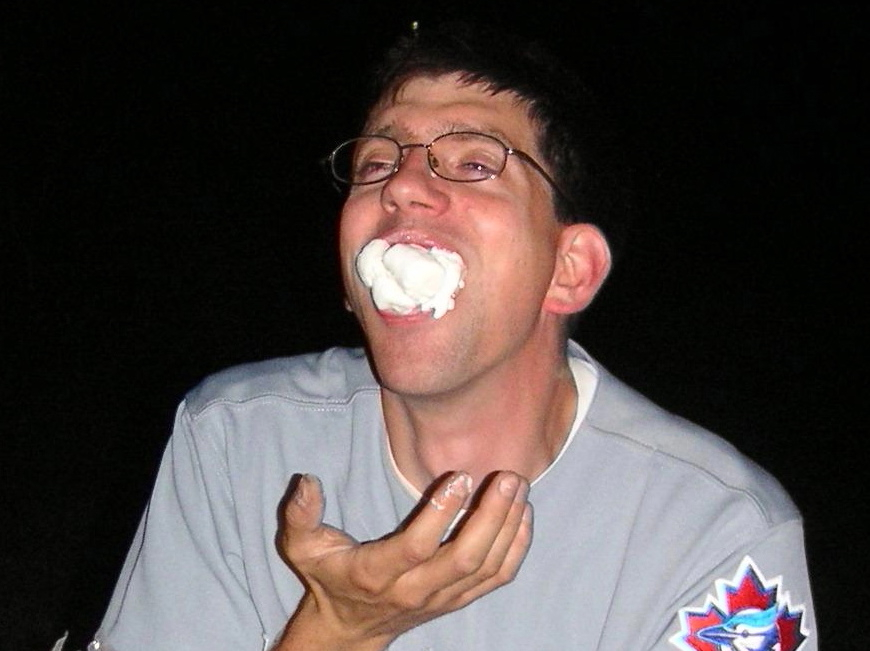
Un homme jouant au Chubby Bunny.

Le Chubby Bunny est un jeu de loisir et de bizutage informel qui implique le placement d'un nombre croissant de guimauves ou d’objets similaires tels que des boules de coton dans sa propre bouche et l'énoncé d'une phrase censée être difficile à dire clairement avec une bouche remplie. Le jeu se joue souvent dans des lieux où les guimauves sont facilement disponibles, comme autour d'un feu de camp.

## Règles
Dans le jeu, chaque participant place généralement une guimauve dans sa bouche et dit « chubby bunny ». S'il est capable d'énoncer l’expression entière, généralement d'une manière compréhensible pour les autres participants, il passe le tour. Chaque joueur qui réussit ajoute ensuite une guimauve supplémentaire à ceux déjà dans sa bouche et répète l’expression. Un joueur qui ne termine pas l’énoncé est éliminé de la partie. Le processus se poursuit jusqu'à ce qu'il ne reste qu'un joueur. Après que l'avant-dernier joueur ait perdu la partie, le joueur gagnant peut devoir placer une guimauve de plus dans sa bouche et peut devoir répéter la phrase. Le gagnant du jeu est le joueur qui place le plus de guimauves dans sa bouche,. 

## Cas de décès
Au moins quatre personnes sont mortes d’asphyxie en s’étouffant avec des guimauves.
Le 4 juin 1999, Catherine Fish, 12 ans, est décédée après s'être étouffée avec quatre guimauves en jouant au Chubby Bunny. Le concours était prévu pour la foire annuelle de l’école Hoffman, dans la North Shore, au nord de Chicago. Le concours devait être supervisé, mais Casey et certains de ses amis ont commencé à jouer alors que le professeur était momentanément absent. Fish s'est effondrée et a été emmenée à l'hôpital Glenbrook, où elle est décédée quelques heures plus tard. Les parents de Fish ont par la suite poursuivi le district scolaire, l'affaire ayant finalement été réglée à l'amiable. Ils sont également apparus dans The Oprah Winfrey Show pour mettre en garde contre les dangers du Chubby Bunny,,. 
Le 12 septembre 2006, Janet Rudd, 32 ans, de London (Ontario, Canada) est décédée lors d'un concours de Chubby Bunny d’une foire locale. Les volontaires de l’Ambulance Saint-Jean sont d'abord venus en aide à Rudd, avant l'arrivée des ambulanciers paramédicaux de Thames EMS. Les ambulanciers paramédicaux sont arrivés avec du matériel, y compris un défibrillateur et des dispositifs d'aspiration, mais n'ont pas pu retirer le blocage dans la gorge de la femme inconsciente,.
Samedi 7 octobre 2023, une femme de 37 ans est morte étouffée alors qu'elle tentait le "chubby bunny challenge" dans le cadre d'une récolte de fonds pour le club de rugby de son fils, dans le sud du Pays de Galles. 
Nathalie Buss, femme, épouse et mère de 37 ans est décédée le samedi 7 octobre 2023 vers 22 heures au Beddau Rugby Football Club dans le sud du Pays de Galles près de Pontyprid.

## Crédit d'auteurs
- (en) Cet article est partiellement ou en totalité issu de l’article de Wikipédia en anglais intitulé « Chubby Bunny » (voir la liste des auteurs).